# Spahisi (Francja)

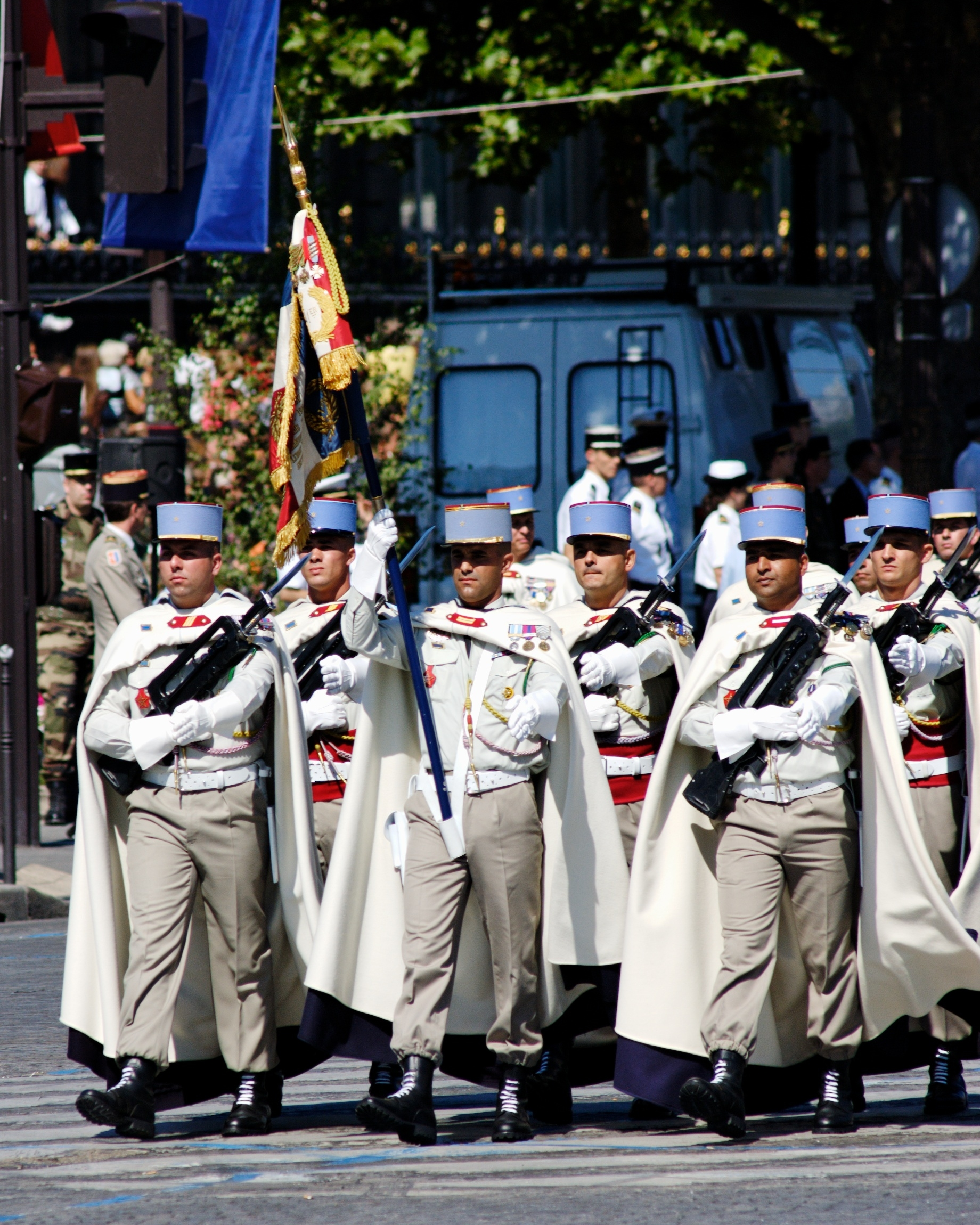
Poczet sztandarowy 1 Pułku Spahisów
(14 lipca 2008, Paryż)

Spahis (tur. Sipahi,  osm. i pers. سپاهی, arab. صبايحية) – francuskie oddziały wojskowe, które znacząco przyczyniły się do podboju Maghrebu przez Francję. Formalnie początek oddziałom dały: ustawa z 9 marca 1831 oraz rozporządzenia z 10 września 1834, 7 grudnia 1841 i 2 lipca 1845. Ostatnie z zarządzeń było podstawą utworzenia trzech regimentów spahisów stacjonujących w Algierze, Oranie i Bône. Współcześnie istnieje tylko jeden regiment spahisów stacjonujący w Valence.